# 2763 Jeans
För andra betydelser, se Jeans (olika betydelser).
2763 Jeans eller 1982 OG är en asteroid i huvudbältet som upptäcktes den 24 juli 1982 av den amerikanske astronomen Edward L.G. Bowell vid Anderson Mesa Station. Den är uppkallad efter den brittiske matematikern och astronomen James Hopwood Jeans.
Asteroiden har en diameter på ungefär 7 kilometer.